# DR-Baureihe 14.1
Die Deutsche Reichsbahn hat mit Baureihe 14.1 zwei sehr unterschiedliche Lokomotivgattungen der Bauart 2'B1' (Atlantic) bezeichnet:
- 14 101 bis 14 105: siehe Pfälzische P 3
- 14 141 bis 14 145: siehe Bayerische S 2/5